# Peltis ferruginea
Peltis ferruginea is een keversoort uit de familie schorsknaagkevers (Trogossitidae). De wetenschappelijke naam van de soort werd in 1758 gepubliceerd door Carl Linnaeus.